# Hrvatsko dizajnersko društvo
Hrvatsko dizajnersko društvo (HDD) je neprofitno i dobrovoljno udruženje dizajnerske struke u Hrvatskoj. Djeluje od 1983. Okuplja stvaraoce i stručnjake s područja grafičkog dizajna, dizajna proizvoda, dizajna elektronskih medija, tipografije, fotografije, ilustracije, modnog dizajna, teorije dizajna i edukacije u dizajnu. Sjedište je u Zagrebu u Boškovićevoj 18, gdje su 2009. otvorene nove prostorije s galerijom.
Udruženje djeluje sustavno, s ciljem razvoja i afirmacije dizajnerskog stvaralaštva u Hrvatskoj. Zastupa interese i status struke i članova. Nevladino je i nestranačko. Radi na uspostavi pravila dizajnerske struke kao društveno i tržišno relevantne. Kod članova potiče profesionalnu odgovornost, kontinuiranu edukaciju te kreativni i inovativni pristup u dizajnerskoj praksi. Priređuje izložbe i predavanja, potiče stručnu valorizaciju djela dizajna. HDD je član međunarodnih strukovnih udruženja International Society of Graphic Design (ICOGRADA) i International Society of Industrial Design (ICSID).

## Vanjske poveznice
- Mapiranje povijesti hrvatskog dizajna, Vizkultura, 10. travnja 2019.
- Hrvatsko dizajnersko društvo Hrvatska tehnička enciklopedija, portal hrvatske tehničke baštine. LZMK